# Fights of Nations
Fights of Nations è un cortometraggio muto del 1907 prodotto dalla American Mutoscope & Biograph.
Il film comico prende in giro la rissosità che alcuni gruppi etnici sembrano mostrare tra di loro (spagnoli e messicani, ebrei, scozzesi, afro-americani, irlandesi), cui è contrapposto l'ideale americano in cui tutte le genti provenienti da diversi paesi convivono felicemente. Il contrasto è accentuato dalla visione stereotipata e caricaturale che viene data delle persone di paesi e culture diverse. Interessante è notare come all'inizio del Novecento, irlandesi, scozzesi e latinos fossero accomunati agli ebrei e agli afro-americani tra i gruppi etnici non-assimilati all'"American Way of Life".

## Trama
Il film si divide in cinque scene ("Mexico and Spain"; "Our Hebrew Friends"; "Hoot Mon! A Scottish Combat"; "Sunny Africa, Eighth Avenue New York"; "Sons of the Ould Sod") le quali mostrano come all'interno di differenti gruppi etnici le tensioni spesso esplodano in rissosità. In una scena conclusiva, invece, "America, Land of the Free", i cittadini americani provenienti da diversi paesi e background si uniscono allo Zio Sam in pacifica armonia.

## Produzione
Il film fu prodotto dalla American Mutoscope & Biograph.

## Distribuzione
Distribuito dalla American Mutoscope & Biograph, il film - un cortometraggio di dieci minuti - uscì nelle sale cinematografiche statunitensi il 2 marzo 1907. Il copyright del film, richiesto dalla casa di produzione, fu registrato il 18 febbraio con il numero H90564.